# Thermische geleider
Een thermische geleider is een stof die de warmte goed geleidt. De mate waarin een stof warmte geleidt, wordt weergegeven door de thermische geleidbaarheid. Zeer goede warmtegeleiders zijn diamant, goud, en zilver. Stoffen die een zeer slechte warmtegeleiding hebben heten (warmte)isolatoren.

## Toepassing

### Warmtetransport

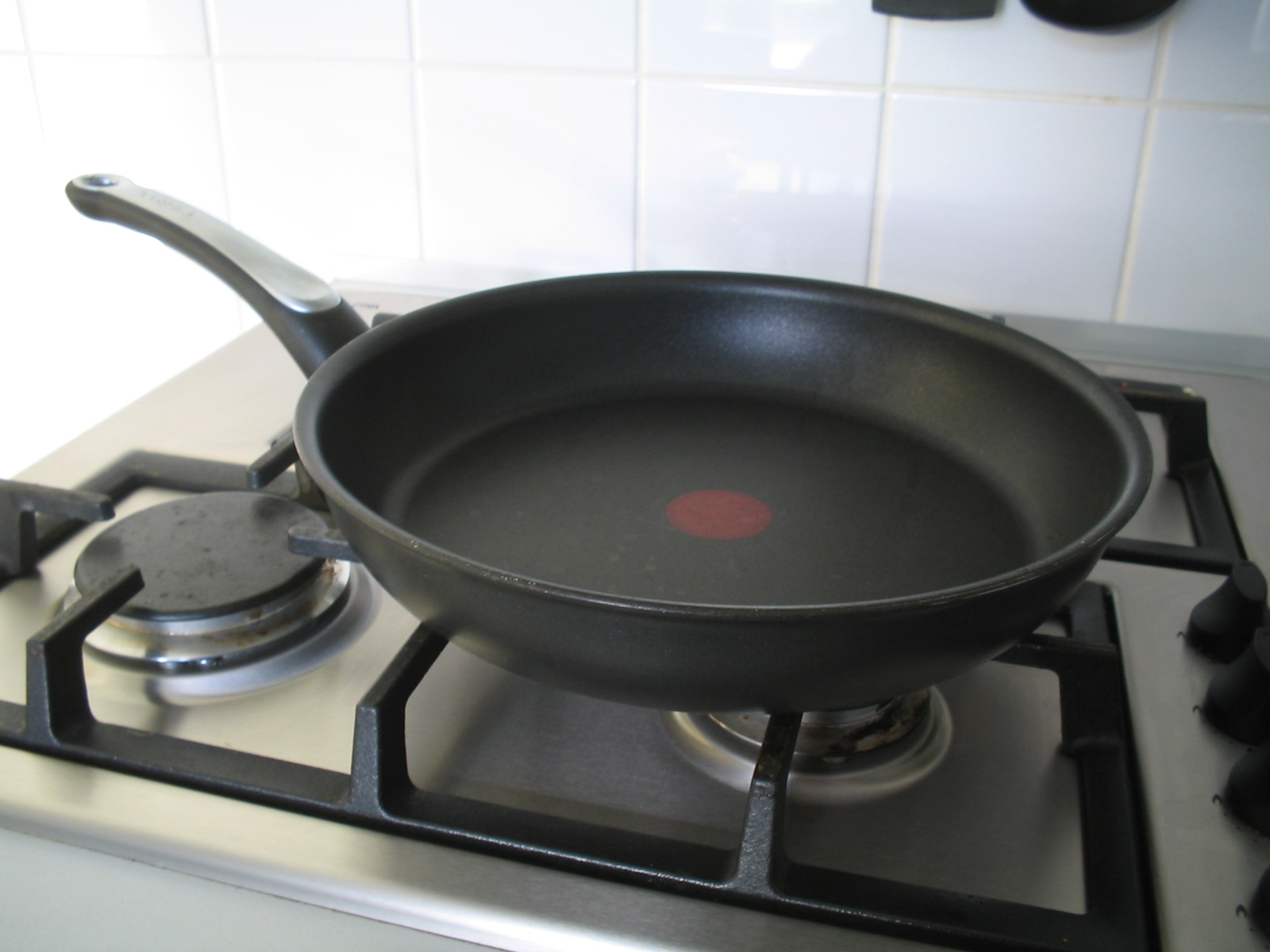
Een koekenpan is een thermische geleider

Een thermische geleider kan warmte transporteren van een warmtebron naar de plaats waar de warmte nodig is. Een alledaags voorbeeld van een thermische geleider is een koekenpan, waarbij de hitte van de kookplaat of gasvlam naar het te bakken object wordt geleid.

### Koelen

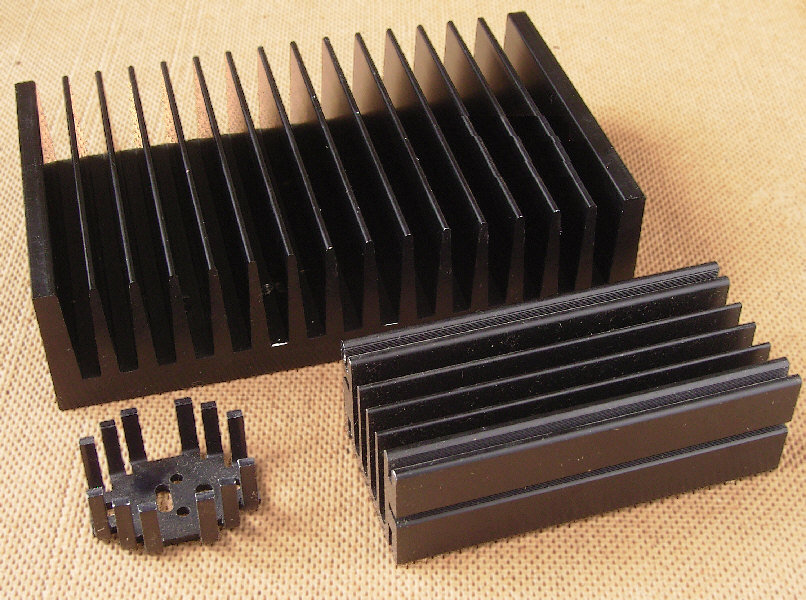
Voorbeelden van koellichamen

Thermische geleiders worden toegepast om systemen te koelen, die zonder koeling te warm worden en dan te snel stuk gaan. Een vaste stof thermische geleider wordt meestal aangeduid als koellichaam. Omdat de beste goede geleiders zeer kostbaar zijn, wordt meestal koper of aluminium toegepast als warmtegeleider in een koellichaam. Een voorbeeld is de passieve koeling van computer IC's: boven op de chip wordt vaak een aluminium blok met vinnen verlijmd. Deze vinnen dienen om een zo groot mogelijk oppervlak te verkrijgen zodat de chip de warmte beter aan de omgeving kwijt kan.